# Ulrich Völklein
Ulrich Hermann Völklein (* 13. Februar 1949 in Würzburg) ist ein deutscher Historiker, Journalist und Publizist. Er ist Autor mehrerer Biografien zu Persönlichkeiten der Zeitgeschichte.

## Leben
Ulrich Völklein wurde als Sohn des Diplomingenieurs Karl Günther Völklein (1926–1987) und dessen Frau Brigitte Marianne, geb. Kaehne (1925–2007), in Würzburg geboren. Völkleins Vorfahren stammen väterlicherseits aus Oberbayern, mütterlicherseits aus Liegnitz in Niederschlesien. Vater und Großvater waren Anhänger des Nationalsozialismus; sein Vater was SS-Untersturmführer und Mitglied der Leibstandarte SS Adolf Hitler. Im Besitz der Familie war bis zur Flucht und Vertreibung 1945 das Rittergut Sophienthal bei Liegnitz.
Völklein wurde 1949 im unterfränkischen Würzburg geboren, studierte Geschichte und arbeitete für das Würzburger Stadtmagazin Pupille und die Tageszeitung Volksblatt. Die Familie ist Erbin des sogenannten „Judenackers“ in der Gemeinde Geroldshausen im Landkreis Würzburg.
Ab 1977 wirkte er als Politikredakteur bei der Wochenzeitung Die Zeit. 1980 ging er zum Wochenmagazin Stern und wurde dort Leiter des Ressorts „Politik und Zeitgeschichte“. Völkleins Stern-Artikel galten zum Teil als nachrüstungs-kritisch und damit der damaligen Friedensbewegung nahestehend.
Seine Recherchen zu Herbert Wehner Anfang der 1990er Jahre dehnten sich auch auf das Parteiarchiv der KPdSU in Moskau aus. Der in diesem Kontext von Völklein abgefasste Stern-Artikel „Kader-Akte Herbert Wehner“ (1993) stützte sich nach einer Entscheidung des Landgerichts Hamburg auf Dokumente des dem Magazin für einen Vorabdruck zur Verfügung stehenden Buchmanuskripts „Die Akte Wehner“ von Reinhard Müller. Stern wurde wegen Vertragswidrigkeit zu einem Schadensersatz i.H.v. 60.000 D-Mark verurteilt.
Seit 1995 ist Völklein, in Hamburg lebend, als freier Autor von Artikeln für Zeitungen und Zeitschriften wie dem Focus und dem manager magazin sowie zeithistorischen Büchern tätig.

## Publizistik
Einige von Völkleins Schriften („Der Judenacker“, „Abschied von Sophiental“) haben familienbiografischen Charakter. Seinen publizistischen Durchbruch hatte er mit den Sachbüchern Hitlers Tod. Die letzten Tage im Führerbunker (1998) und Josef Mengele – der Arzt von Auschwitz (1999), der ersten deutschsprachigen Biografie in Buchform zum Thema. Im Hitler-Buch wurden laut dem Mediziner Klaus Püschel „einzigartige Dokumente“ herangezogen, die durch den russischen Militärhistoriker Lew Besymenski zugänglich gemacht wurden.
Die Mengele-Biografie von 1999/2000 wurde einerseits positiv rezensiert u. a. durch Friedrich Hofmann und Wolfgang U. Eckart in der Ärzte-Zeitung und einzelne Thesen durch Historiker wie Hans-Walter Schmuhl in der Literatur diskutiert, in Fachkreisen allerdings andererseits kritisiert wie durch Ernst Klee: „Der interessierte Leser hat alles irgendwo schon einmal gelesen. Quellennachweise sind rar, in der Literaturliste der benutzten Bücher haben die Autoren nicht einmal einen Vornamen. […] So fragwürdig die Zeugen, so fragwürdig eine Hauptquelle des Buches. […] Völklein bedient den Mythos Mengele. So bleibt das wahre Monster verborgen“. Hubert Leber, tätig im Geschichtslektorat beim S. Fischer Verlag, kommentierte für die Süddeutsche Zeitung in der Bewertung dazwischen, dass das Werk zwar die „Grundbedingungen einer ernsthaften Auseinandersetzung mit Mengele“ erfülle, jedoch am „breiten historischen Kontext“ scheitere. „Neue Erkenntnisse“ gebe es keine.
Der Wirtschaftshistoriker Mark Spoerer resümierte in der Historischen Zeitschrift das Buch Geschäfte mit dem Feind. Die geheime Allianz des großen Geldes während des Zweiten Weltkriegs auf beiden Seiten der Front (2002) mit: „die […] wenig rühmliche Geschichte deutscher Konzerne im Zweiten Weltkrieg wird auf eine ziemlich oberflächliche Art abgehandelt“. Der Rezensent attestiert Völklein „simple Wahrheiten“ und sprach dem Werk die Wissenschaftlichkeit ab. Harald Wixforth, ebenfalls Wirtschaftshistoriker, bezeichnet die Studie als „eher essayistisch und im Stil des Enthüllungsjournalismus als wissenschaftlich sauber recherchiert“. Außerdem sei sie gespickt mit „Stereotypen“. Jüngste Forschungsergebnisse werden nur „unzureichend“ bedacht.
Die Honecker-Biografie (2003) ist nach Ansicht von Frank Pergande, dem Rezensenten der Frankfurter Allgemeinen Zeitung, teilweise „polemisch“, was dem „Buch die Seriosität“ nehme. Außerdem habe der Autor „offenbar nach all seinen Recherchen kein Bild von Honecker“ gewinnen können.
Über die Weizsäcker-Familiengeschichte (2004) hieß es von Seiten Tillmann Bendikowskis (Deutschlandfunk), dass es auf die Frage, „Was machte eigentlich ‚die Weizsäckers‘ aus, wie hielten sie es tatsächlich mit Macht und Moral?“, im Buch keine richtige Antwort gebe. Für den Zeithistoriker Daniel Koerfer ist Völklein gar gescheitert, denn es liege ein literaturarmes, zum Teil unseriöses, in den Wertungen mitunter nicht nachvollziehbares Werk vor. Auch fehle es an der ausführlichen Darstellung von NS-Verstrickungen Ernst von Weizsäckers. Der Pädagoge Joachim H. Knoll machte bei Völklein „manch[] vorschnelle[s] Urteil“ aus. Letztlich verenge sich Völkleins Biografie auf einige Familienmitglieder und versäume es, „Querverbindungen“ aufzuzeigen.
In einer Rezension zur Wirths-Biografie (2006) befand die NS-Forscherin Helgard Kramer, dass das Werk die „Beteiligung der Mörder […] schönrede[]“ und unzumutbare Gegenaufklärung betreibe.

## Schriften (Auswahl)
- (Bearb.): Zigeuner. Das verachtete Volk. Stalling, Oldenburg u. a. 1981, ISBN 3-7979-1362-1.
- (Hrsg.): Liselotte Orgel-Purper: Willst Du meine Witwe werden? Eine deutsche Liebe im Krieg. Aufbau Verlag, Berlin 1995, ISBN 3-351-02431-2.
- Ein Tag im April. Die „Bürgermorde“ von Altötting. Aufklärung eines Kriegsverbrechens nach mehr als fünfzig Jahren. Steidl, Göttingen 1997, ISBN 3-88243-516-X.
- Trümmer, Träume und ein Mann der Tat. Eine Reportage. Hrsg. durch die Ludwig-Erhard-Stiftung, ST-Verlag, Düsseldorf 1997, ISBN 3-9804358-3-0.
- (Hrsg.): Hitlers Tod. Die letzten Tage im Führerbunker. Steidl, Göttingen 1998, ISBN 3-88243-554-2.
- Josef Mengele – der Arzt von Auschwitz. Steidl, Göttingen 1999, ISBN 3-88243-685-9.
- mit Lew Besymenski: Die Wahrheit über Raoul Wallenberg. Geheimdokumente und KGB-Veteranen beschreiben die Mission und die Ermordung des schwedischen Diplomaten, der im Zweiten Weltkrieg Ungarns Juden zu retten versuchte. Steidl, Göttingen 2000, ISBN 3-88243-712-X.
- Der Judenacker. Eine Erbschaft. Bleicher, Gerlingen 2001, ISBN 3-88350-119-0.
- Geschäfte mit dem Feind. Die geheime Allianz des großen Geldes während des Zweiten Weltkriegs auf beiden Seiten der Front. Europa Verlag, Hamburg u. a. 2002, ISBN 3-203-83700-5.
- Honecker. Eine Biographie. Aufbau Taschenbuch, Berlin 2003, ISBN 3-7466-1921-1.
- Die Weizsäckers. Macht und Moral – Porträt einer deutschen Familie. Droemer, München 2004, ISBN 3-426-27319-5.
- Mitleid war von niemand zu erwarten. Das Schicksal der deutschen Vertriebenen. Droemer, München 2005, ISBN 3-426-27340-3.
- Der „Märchenprinz“. Eduard Wirths. Vom Mitläufer zum Widerstand. Als SS-Arzt im Vernichtungslager Auschwitz.  Haland & Wirth, Gießen 2006, ISBN 978-3-89806-924-3.
- Abschied von Sophiental. Eine schlesische Reise. Droemer, München 2006, ISBN 978-3-426-27372-2.